# Kronan 1

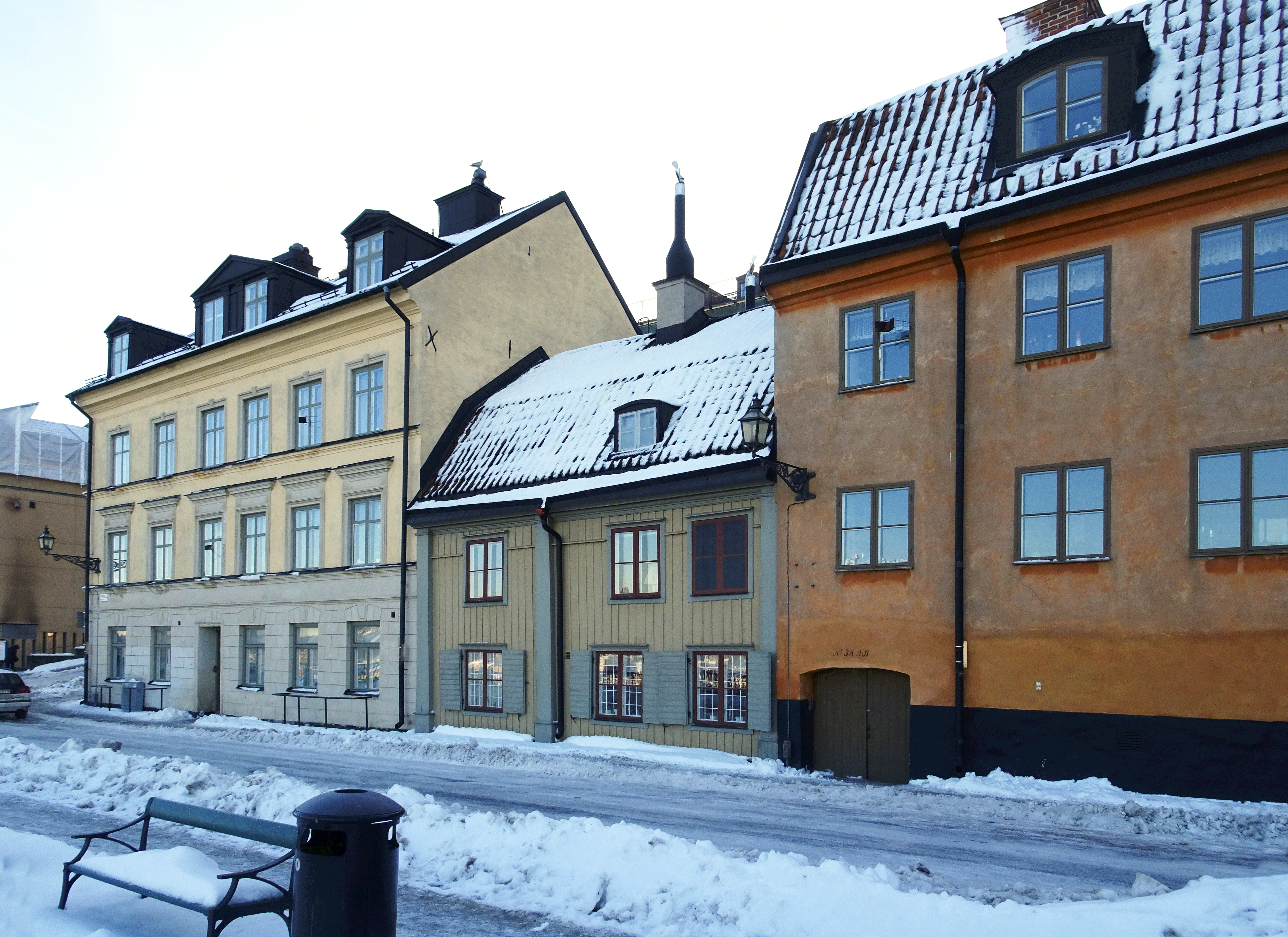
Kronan 1 (stenhuset och trähuset närmast) och Kronan 2 (till vänster).

Kronan 1 är en fastighet med kulturhistoriskt värdefull bebyggelse i kvarteret Kronan vid Fjällgatan 38 på nordöstra Södermalm i Stockholm. Fastigheten består av ett trähus från 1700-talets början och ett stenhus från 1700-talets mitt. Kronan 1 ägs av AB Stadsholmen och är blåmärkt av Stadsmuseet i Stockholm, vilket innebär "att bebyggelsen bedöms ha synnerligen höga kulturhistoriska värden".

## Kvarteret

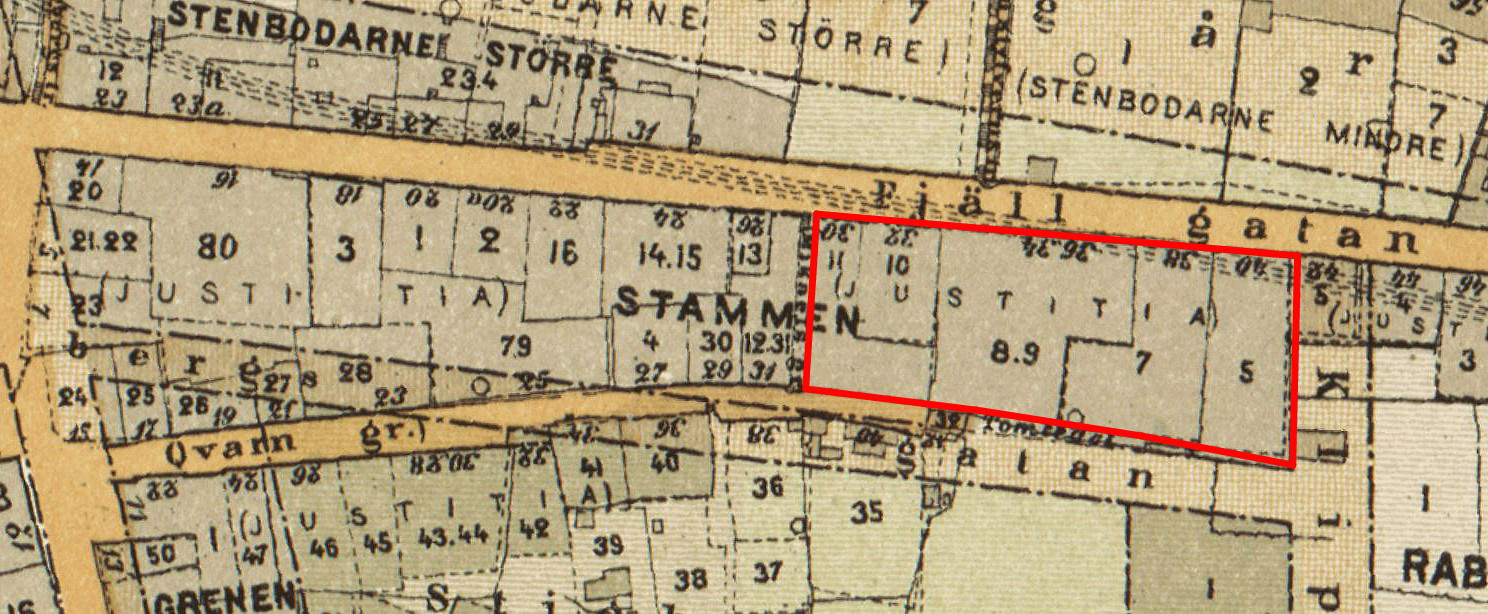
Kvarteret Stammen 1899 med dagens kvarteret Kronan inom röd markering.

Kvarteret Kronan begränsas av Fjällgatan i norr, Lilla Erstagatan i öster, Stigbergsgatan i söder och Sista Styverns trappor i väster. Det är en del av det tidigare kvarteret Stammen, som ursprungligen hette kvarteret Justitia. Dagens bebyggelse i kvarteret härrör från tidigt 1700-tal till slutet av 1920-talet och representerar olika boendeformer från enkla stugor för fattiga arbetare till påkostade bostadshus med stora lägenheter för samhällets övre skikt. Den idag kvarvarande miljön med grönskande och terrasserade trädgårdstomter ger en god bild av hur Stockholms malmar såg ut före industrialiseringen som förändrade stora delar av Södermalm och Stockholm i slutet av 1800-talet.

## Fjällgatan 38

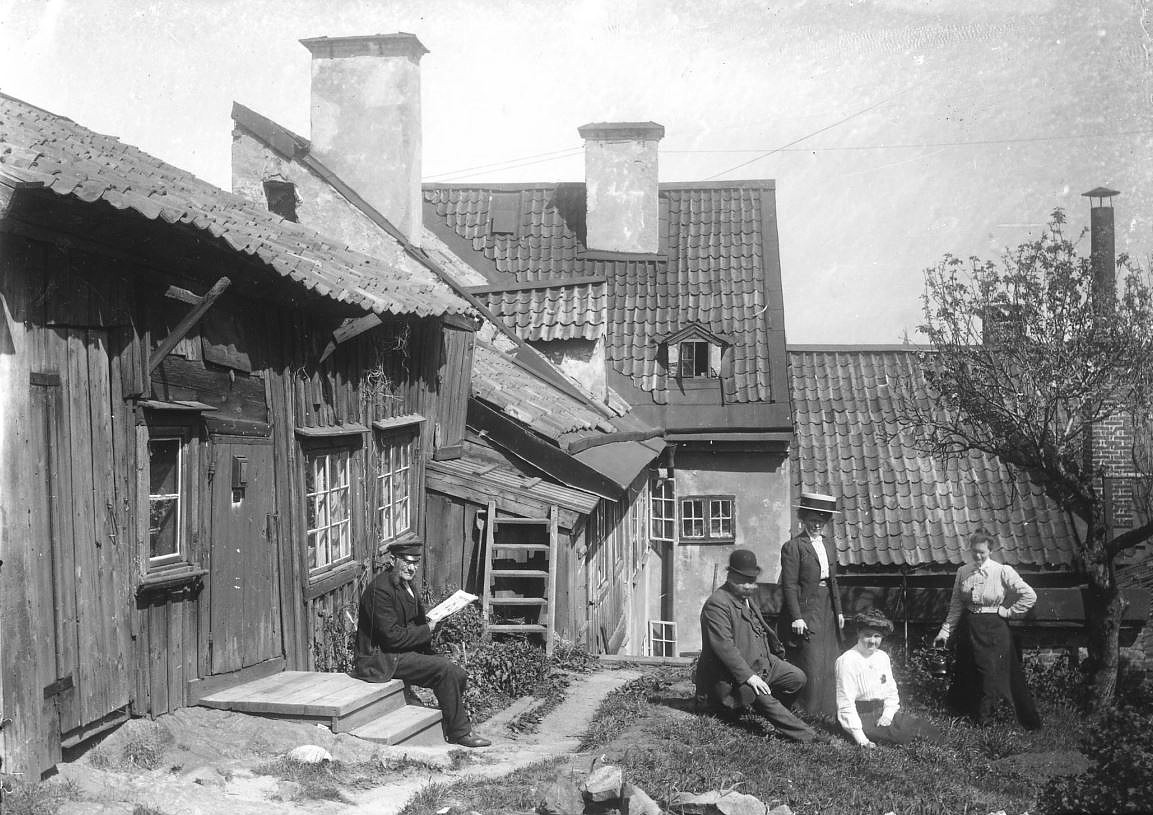
Fjällgatan 38, bakgård, 1910-tal.

Tomten Kronan 1, Fjällgatan 38, sluttar kraftigt ner mot norr och är indelad i ett övre och ett nedre parti. Den övre delen är numera obebyggd. Fastigheten består av ett trä- och ett stenhus. Trähuset är från tiden strax efter Katarinabranden 1723. År 1730 bodde här kofferdisjömannen Erich Holmberg med familj samt timmermansänkan Elisabeth Malm som uppges vara ”gammal och fattig”. Timmerhuset de bebodde var om två rum och källare och hade ett torvtäckt tak. Ingången var, liksom idag, från gårdssidan. Idag är taket täckt av enkupigt taktegel och fasaderna är klädda med gulmålad locklistpanel. Fasaden har ett karaktärsfullt utseende med oregelbunden fönstersättning och en del skevheter som beror på rörelser i timmerstommen. På övervåningen finns ett blindfönster.
Under nästa ägare, skepparen Petter Forsberg, uppfördes stenhuset vägg i vägg med timmerhusets västra gavel. Stenhuset har långsidan med tre fönsteraxlar mot gatan och stod färdigt år 1758. Byggnaden uppfördes i två våningar med varsin lägenhet på en hög källarvåning samt inredd vind under ett brutet sadeltak. Via en portgång i källarvåningen kom man från gatan till bakgården och in till trapphuset. På bakgården fanns flera mindre trä- och stenbyggnader vilka revs på 1930-talet. 
I början av 1980-talet var husen fortfarande omoderna, det saknades exempelvis rinnande vatten och i ett av köken användes den gamla vedspisen för all matlagning. 1979 inventerades bebyggelsen av Stadsmuseet och på 1980-talet utfördes en varsam upprustning som även omfattade fastigheterna Kronan 2 och Kronan 5. Uppdragsgivare var AB Familjebostäder som anlitade arkitekt Bengt Holger Jonson.